# Paul Kane

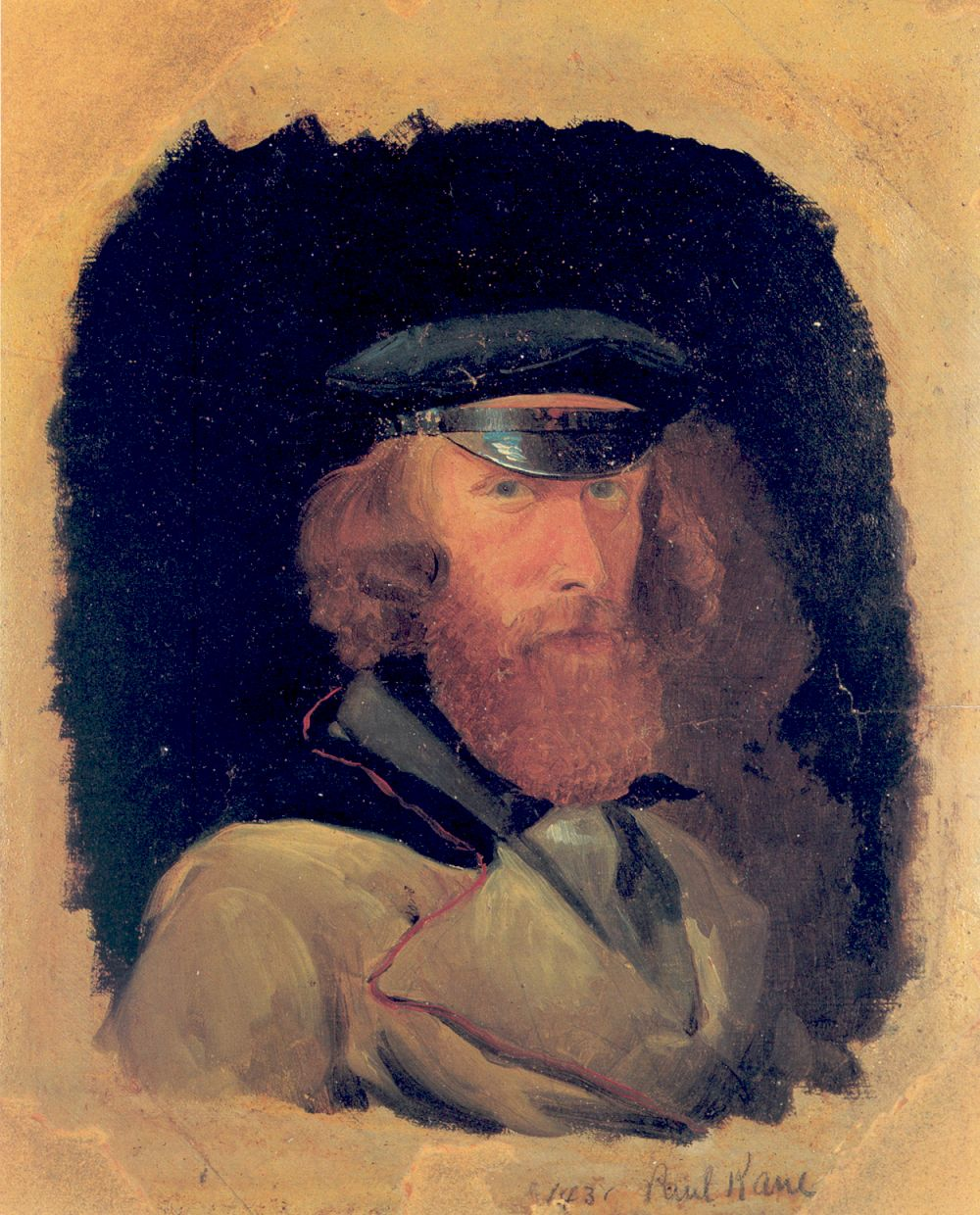
Paul Kane: Selbstporträt, um 1845

Paul Kane (* 3. September 1810 in Mallow, Grafschaft Cork, Irland; † 20. Februar 1871 in Toronto, Kanada) war ein einflussreicher kanadischer Maler irischer Herkunft. Berühmt wurde Kane für seine Gemälde, die das Leben der nordamerikanischen Indianer darstellen. Bis heute sind seine Gemälde und insbesondere seine Zeichnungen eine wichtige Quelle für Ethnologen. Kane gilt als einer der ersten kanadischen Künstler, der von seiner Kunst leben konnte.
Der in Toronto aufgewachsene Kane erwarb seine malerischen Kenntnisse vor allem während einer Studienreise nach Europa, bei der er Gemälde europäischer Meister kopierte. Zwei Reisen führten ihn in das damals noch weitgehend unerschlossene Gebiet des kanadischen Westens. Die erste unternahm er 1845 und führte ihn von Toronto nach Sault Ste. Marie und zurück. Die zweite Reise, die er mit Unterstützung der Hudson’s Bay Company unternahm, währte von 1846 bis 1848. Sie führte ihn von Toronto über die Rocky Mountains nach Fort Vancouver und Fort Victoria in das Oregon-Territorium und wieder zurück nach Toronto. Auf beiden Reisen zeichnete und malte Kane nordamerikanische Indianer und dokumentierte auf diesem Weg ihren Lebensstil. Die 120 Ölgemälde, die er im Anschluss an seine Reisen nach seinen Zeichnungen und Skizzen malte, zählen heute zum kanadischen Kulturerbe.
Kane veröffentlichte 1859 ein Buch über die Indianer mit dem Titel Wanderungen eines Künstlers unter den Indianern Nordamerikas (Wanderings of an Artist among the Indians of North America), das er mit seinen Gemälden illustrierte. Dieses Werk war ein großer Erfolg und wurde auch in deutscher, französischer und dänischer Übersetzung veröffentlicht.

## Leben

### Die frühen Jahre

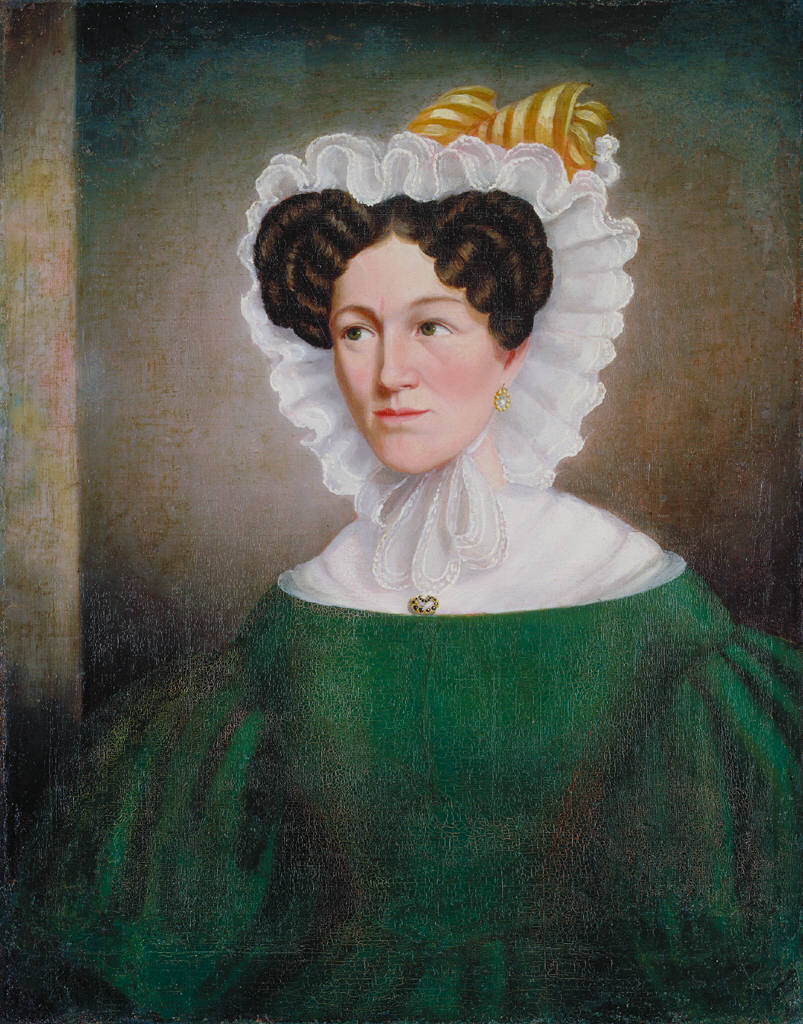
Porträt Mrs. Eliza Clarke Cory Clench, um 1834–1836, Paul Kane zugeschrieben

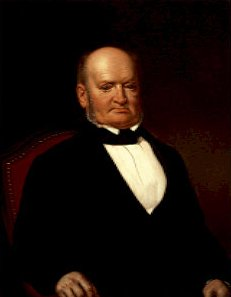
Porträt George Gurnetts, um 1845

Kane wurde in Mallow, einer Stadt in der irischen Grafschaft Cork, als fünftes der acht Kinder von Michael Kane und Frances Loach geboren. Sein Vater war ein Angehöriger des britischen Militärs, der aus dem englischen Preston, Lancashire stammte. Nach dem Ende seines Dienstes in der Royal Horse Artillery ließ er sich in Irland nieder. Zwischen 1819 und 1822 (der genaue Zeitpunkt ist unbekannt) emigrierte die Familie nach Kanada und ließ sich in Toronto nieder, das damals noch den Namen York trug. Dort eröffnete der Vater eine Wein- und Spirituosenhandlung.
Über Paul Kanes Jugend in York, das damals nur wenige tausend Einwohner zählte, ist wenig bekannt. Er besuchte ab 1830 das Upper Canada College, wo er Zeichen- und Malunterricht durch den Kunstlehrer Thomas Drury erhielt. Im Juli 1835 stellte Kane einige seiner Gemälde in der ersten und einzigen Ausstellung der Society of Artists and Amateurs in Toronto aus. In der Lokalzeitung wurden seine Gemälde wohlwollend besprochen.
Kane begann seine künstlerische Karriere als Schilder- und Möbelmaler in Toronto. 1834 zog er nach Cobourg um und arbeitete dort in der Möbelfabrik von Freeman Schermerhorn Clench. In dieser Zeit entstanden auch einige Porträts von lokalen Größen wie dem örtlichen Sheriff und der Frau seines Arbeitgebers, Mrs. Eliza Clarke Cory Clench.
Bereits in Toronto hatte Kane den amerikanischen Maler James Bowman kennengelernt, und 1836 verließ er Cobourg und besuchte diesen in Detroit. Zusammen mit Bowman hatte Kane eine Studienreise nach Europa geplant. Fürs Erste musste Kane diesen Plan jedoch fallen lassen, denn Bowman hatte inzwischen geheiratet und wollte seine Ehefrau nicht allein zurücklassen, und für eine Reise auf eigene Faust fehlte Kane das Geld. Während der nächsten fünf Jahre bereiste Kane den amerikanischen Mittleren Westen und verdiente seinen Lebensunterhalt als umherziehender Porträtmaler.
Im Juni 1841 verfügte Kane über ausreichende finanzielle Mittel, um die lang geplante Europareise zu unternehmen. Nach der Überfahrt von New Orleans nach Marseille bereiste er zwei Jahre lang Europa und studierte in Museen die Technik der europäischen Maler. Ein formelles Studium an einer Kunstakademie konnte er sich finanziell nicht leisten.
Bis zum Herbst 1842 hielt er sich in Genua, Mailand, Rom, Neapel, Florenz, Verona und Venedig auf, bevor er zu Fuß den Großen Sankt Bernhard-Pass überquerte, um nach Paris zu wandern und von dort aus nach London weiter zu reisen. In London lernte er George Catlin kennen, einen amerikanischen Maler, der eine Zeit lang unter nordamerikanischen Prärie-Indianern gelebt und deren Leben in seinen Gemälden und Zeichnungen festgehalten hatte. Catlin war in London, um für sein Buch Letters and Notes on the Männers, Customs und Conditions of the North American Indians zu werben und hielt Vorlesungen in der Egyptian Hall am Piccadilly, wo er auch einige seiner Gemälde ausgestellt hatte. In seinem Buch wies Catlin unter anderem darauf hin, dass die Kultur der nordamerikanischen Indianer im Untergang begriffen sei und dass Anstrengungen unternommen werden sollten, ihre Lebensweise für die Nachwelt zu dokumentieren. Für Kanes weiteren Lebensweg war diese Begegnung entscheidend: wie Catlin wollte er das Leben und die Kultur der kanadischen Indianerstämme dokumentieren.
Kane kehrte Anfang 1843 nach Nordamerika zurück und ließ sich in Mobile (Alabama) nieder. Er eröffnete ein Atelier und arbeitete erneut als Porträtmaler, bis er ausreichend Geld verdient hatte, um seine für die Reise nach Europa aufgenommenen Schulden zurückzuzahlen. Ende 1844 oder Anfang 1845 kehrte er nach Toronto zurück und begann sofort damit, eine Reise in den Westen Kanadas vorzubereiten.

### Die erste Reise in den mittleren Westen Kanadas

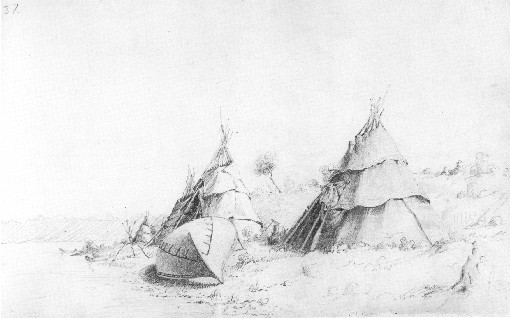
Ojibway Camp am Ufer des Huronsees (eine typische Reiseskizze Kanes)

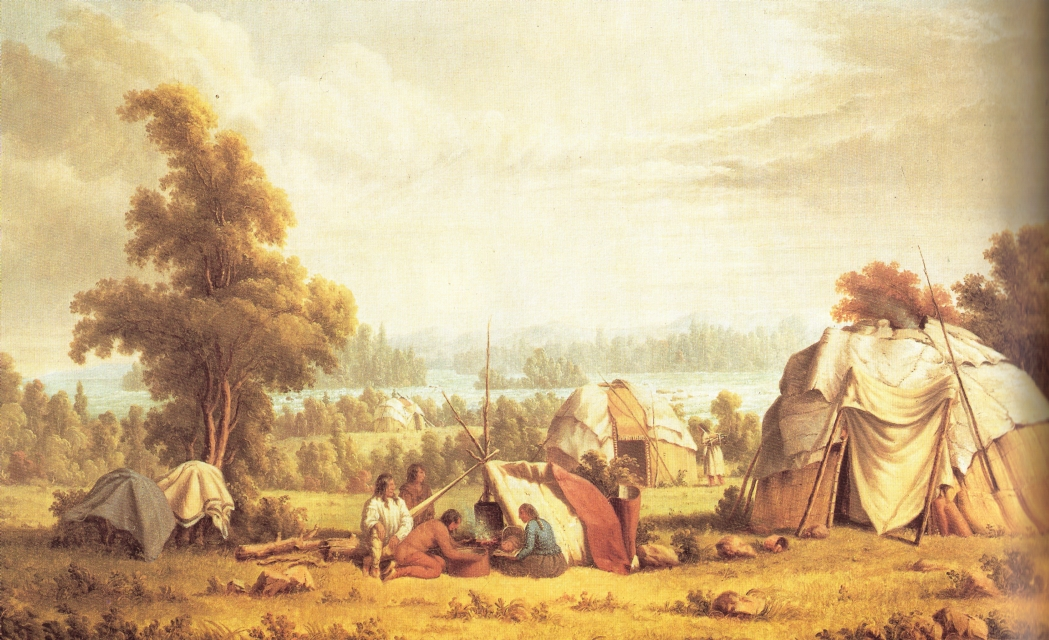
Dorf der Ojibwa bei Sault Sainte Marie 1846, Gemälde

Am 18. Juni 1845 brach Kane zu seiner Reise in den mittleren Westen Kanadas auf. Sein Weg führte ihn an den nördlichen Ufern der Großen Seen entlang, und er besuchte das Reservat der Saugeen. Nachdem er dort mehrere Wochen mit der Anfertigung von Skizzen verbracht hatte, reiste er im Sommer 1845 nach Sault Ste. Marie weiter. Sein Plan sah vor, von dort aus nach Westen weiter zu reisen, doch John Ballenden, ein erfahrener Vertreter der Hudson’s Bay Company, warnte ihn vor den Gefahren, denen er als Alleinreisender im Westen Kanadas ausgesetzt sei. Nach Ballendens Meinung war eine solche Reise nur mit Unterstützung der Hudson’s Bay Company möglich, da das Handelshaus in dem weitgehend unerschlossenen Gebiet über zahlreiche Handelsposten verfügte, und über ein Fellhandelsmonopol die Verwaltungshoheit über den gesamten Westen des heutigen Kanada mit Ausnahme British Columbias ausübte. Ballenden empfahl ihm weiterhin, sich mit der Bitte um Unterstützung an George Simpson, den Governor of Rupert's Land der Hudson’s Bay Company, zu wenden.
Kane kehrte nach Toronto zurück, bevor der Winter einsetzte. Die nächsten Monate nutzte er, um einige seiner Skizzen zu Ölgemälden zu verarbeiten. Im Frühjahr 1846 wandte er sich an die Hauptverwaltung der Hudson’s Bay Company in Lachine, um Simpson um Unterstützung für seine Reisepläne zu bitten. Dieser war von den künstlerischen Fähigkeiten Kanes angetan, bezweifelte allerdings, dass Kane über ausreichendes Durchhaltevermögen für eine gemeinsame Reise mit den Pelzhändlern des Handelshauses verfügte. Er erlaubte Kane schließlich, sich bei einer Kanureise bis zum Lake Winnipeg zu bewähren, bevor über eine Weiterreise entschieden würde. Immerhin beauftragte Simpson Kane mit der Anfertigung einiger Gemälde über das Leben der kanadischen Indianer.

### Zweite Reise nach Westen: bis Victoria und Tacoma

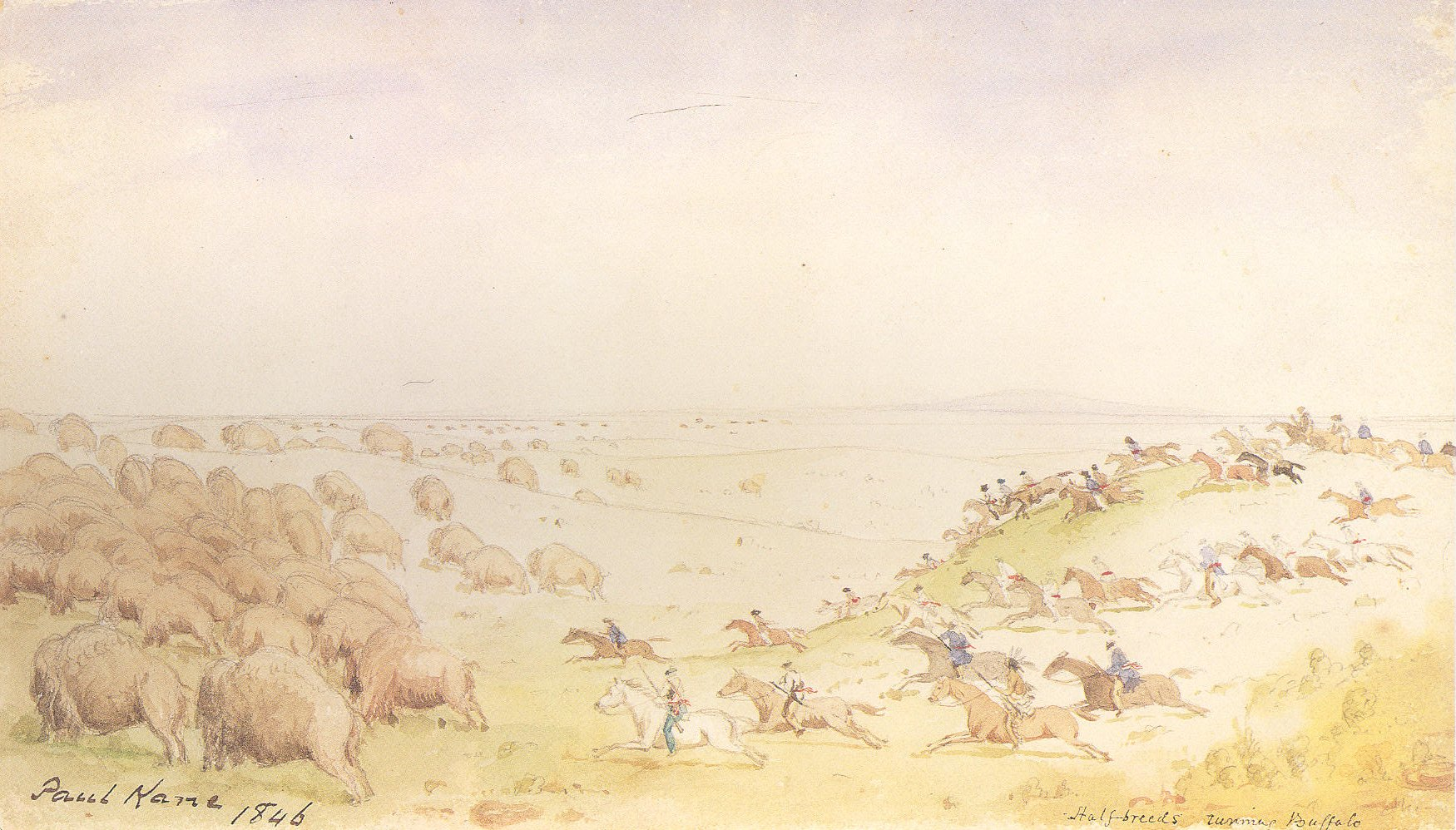
Métis auf Büffeljagd

Am 9. Mai 1846 verließ Kane Toronto mit einem Dampfschiff in Richtung Sault Ste. Marie, wo er sich einer Gruppe von Fallenstellern anschließen wollte, die von Lachine in den Westen unterwegs waren. Die Reise dahin war von einigen Missgeschicken geprägt: Nach einem Halt über Nacht verpasste Kane die Abfahrt seines Dampfschiffes, das vom Ankerplatz früher als angekündigt ablegte. Mit einem Kanu fuhr er dem Dampfschiff hinterher. Als er einen Tag nach dem Dampfer in Sault Ste. Marie ankam, hatten die Trapper den Ort jedoch schon wieder verlassen. An Bord eines Frachtschoners reiste er ihnen nach Fort William hinterher. Dort lieh er sich wieder ein Kanu und schaffte es schließlich, die Fallensteller nach weiteren 35 Meilen auf dem Kaministiquia River einzuholen.
Am 4. Juni erreichte Kane Fort Frances, wo bereits Simpsons Erlaubnis für die Weiterreise gen Westen hinterlegt war. Sein nächster Halt war das Red River Settlement, eine Niederlassung nahe dem heutigen Winnipeg. Von dort aus unternahm er eine dreitägige Expedition, um eine große Gruppe von Métis zu begleiten, die auf Büffeljagd in den Sioux-Gebieten in Dakota ging. Am 26. Juni 1846 nahm Kane so an einer der letzten großen Büffeljagden teil. In den 1880ern war die Population dieser Tiere bereits so dezimiert, dass sie dem Aussterben nahe waren. Nach seiner Rückkehr reiste er mit Kanus und Segelbooten weiter nach Norway House, Grand Rapids und von dort aus den Saskatchewan River hinauf in Richtung Fort Carlton. Von Fort Carlton aus reiste er zu Pferd nach Fort Edmonton und war unterwegs Zeuge einer großen Büffeljagd der Cree.
Am 6. Oktober 1846 ließ Kane Edmonton hinter sich, um in Richtung Fort Assiniboine weiter zu reisen. Im November überquerte sein Trupp den tiefverschneiten Athabasca Pass in den Rocky Mountains, wonach sie wieder mit Kanus den Columbia abwärts reisten.

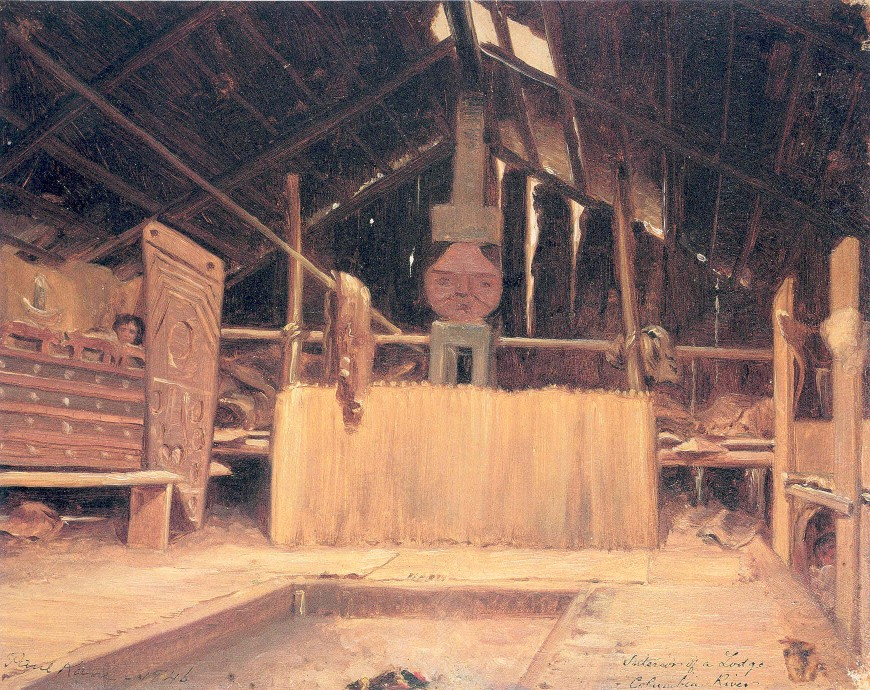
Innenansicht einer Zeremonialhütte, Skizze

Den Winter verbrachte Kane in Fort Vancouver, dem Hauptquartier der Hudson’s Bay Company im Oregon-Territorium, das er am 8. Dezember erreicht hatte. Dort fertigte er Skizzen an und versuchte in mehreren Exkursionen die Chinook und andere Stämme der Umgebung näher kennenzulernen. Die längste führte ihn für drei Wochen durch das Willamette Valley. Ansonsten nahm er am gesellschaftlichen Leben in Fort Vancouver teil, in dessen Hafen zu dieser Zeit das britische Schiff Modeste lag, und freundete sich mit dem Fallensteller und Forschungsreisenden Peter Skene Ogden an.
Am 25. März 1847 brach Kane mit dem Kanu nach Fort Victoria (im heutigen Victoria) auf. Fort Victoria war kurz zuvor gegründet worden und sollte das neue Hauptquartier der Hudson’s Bay Company werden, da der Oregon-Kompromiss von 1846 die Schließung des Postens Fort Vancouver vorsah. Kane reiste den Cowlitz hinauf und blieb für eine Woche unter den indianischen Völkern, die in der Nähe von Mount St. Helens lebten, bevor er zu Pferde nach Nisqually, dem heutigen Tacoma weiterreiste. Von Tacoma aus reiste er mit dem Kanu nach Fort Victoria weiter.
In der Umgebung von Fort Victoria blieb er weitere zwei Monate, um gemeinsam mit Indianern Vancouver Island, die Juan-de-Fuca-Straße und die Straße von Georgia zu bereisen. Mitte Juni kehrte er nach Fort Vancouver zurück und begann seine Rückreise in den Osten Kanadas am 1. Juli 1847.

### Die zweite Überquerung der Rocky Mountains

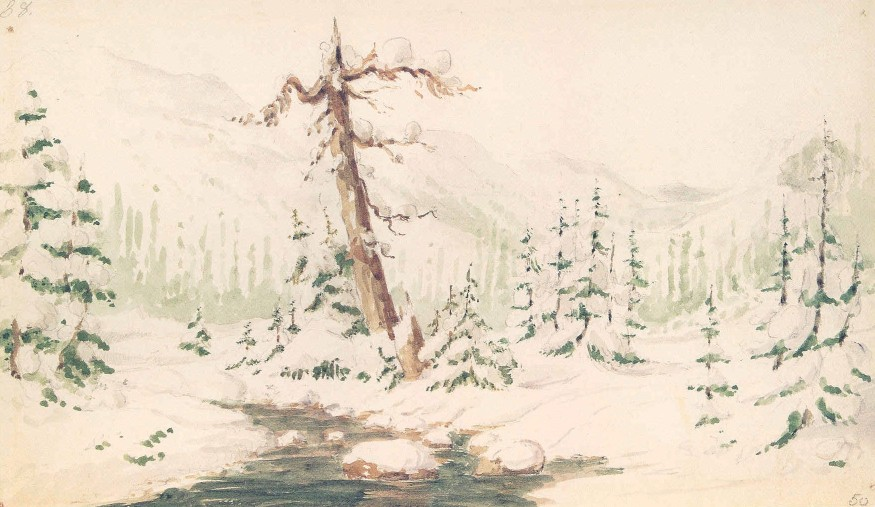
Winterlandschaft in den Rocky Mountains, 1847

Mitte Juli kam Kane im Fort Walla Walla an. Von dort machte er einen Umweg, um die Whitman-Mission zu besuchen, in der wenige Monate später das Whitman-Massaker an den dortigen Missionaren stattfinden sollte. Gemeinsam mit Marcus Whitman besuchte er die Cayuse, die in dieser Region lebten. Er zeichnete sogar ein Porträt von To-ma-kus – Kane notierte: „Dr. Whitman took me to the lodge of an Indian called To-ma-kus [...] His appearance was the most savage I ever beheld.“ –, den man später für die Ermordung der Whitmans mitverantwortlich machte. Nach Kanes Aufzeichnungen war das Verhältnis zwischen den Cayuse und den Siedlern in der Mission bereits angespannt.
Gemeinsam mit einem Führer reiste er zu Pferde durch die Grande Coulée nach Fort Colville. Dort blieb er sechs Wochen, um von den Angehörigen der zahlreichen Stämme, die alljährlich an den Kettle Falls ihre Lager für den Lachsfang aufschlugen, weitere Skizzen anzufertigen. Am 22. September 1847 übernahm Kane das Kommando über mehrere Kanus und reiste mit dieser den Columbia hinauf; in Fort Edmonton verbrachte Kane den Winter.
Den Winteraufenthalt in Fort Edmonton nutzte Kane, um die Lebensgewohnheiten der Plains Cree intensiver zu studieren. Im Januar unternahm er dazu eine Exkursion zum Fort Pitt, das etwa 320 km weiter südlich am Saskatchewan River lag.

### Die Rückkehr in den Osten

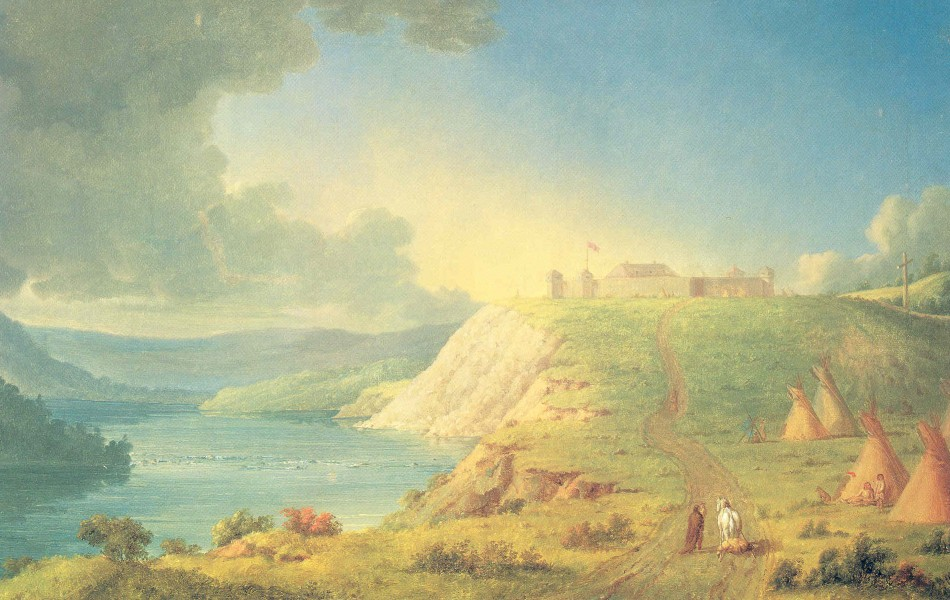
Fort Edmonton, Ölgemälde, 1849–1856

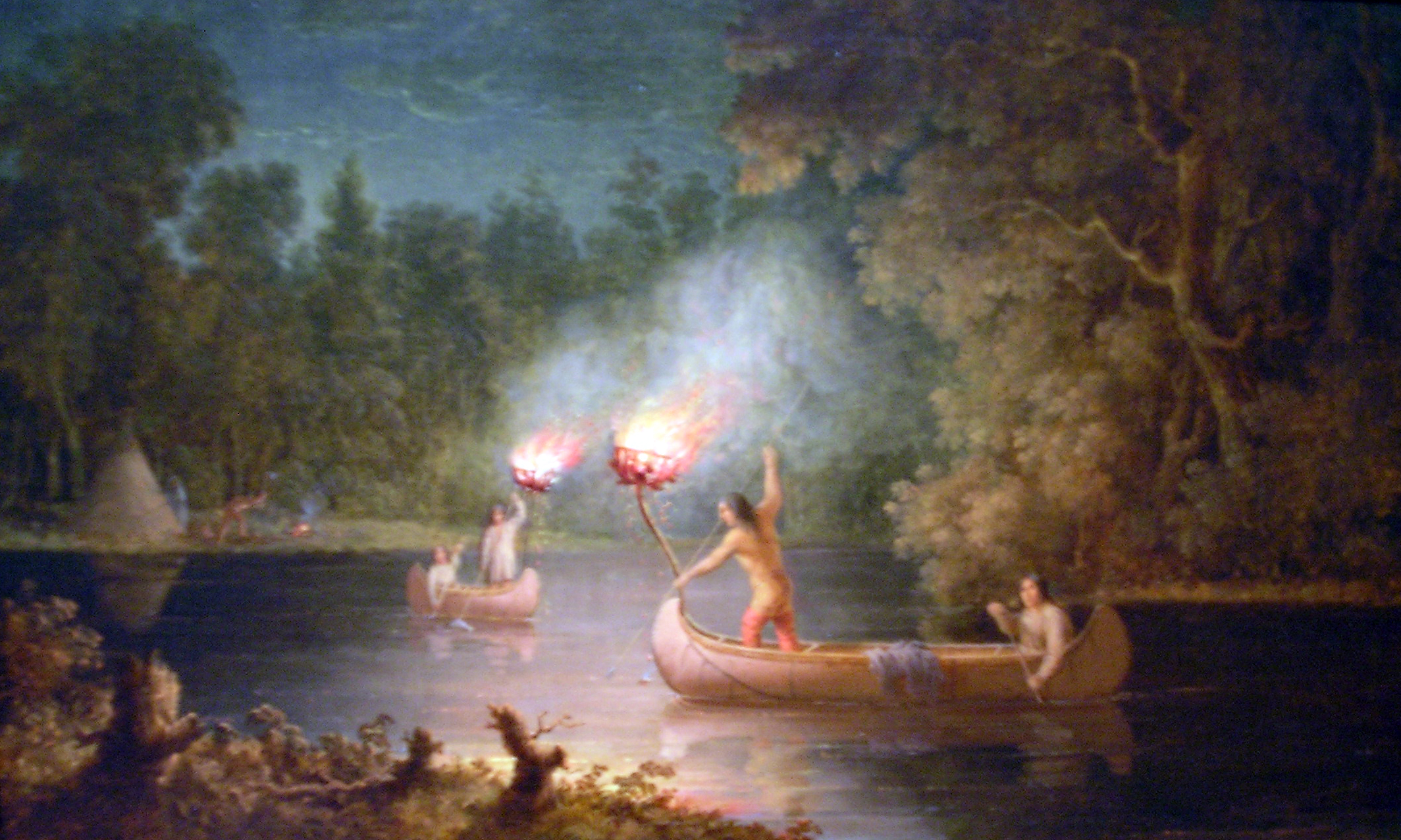
Indianer beim nächtlichen Speerfischen, Ölgemälde

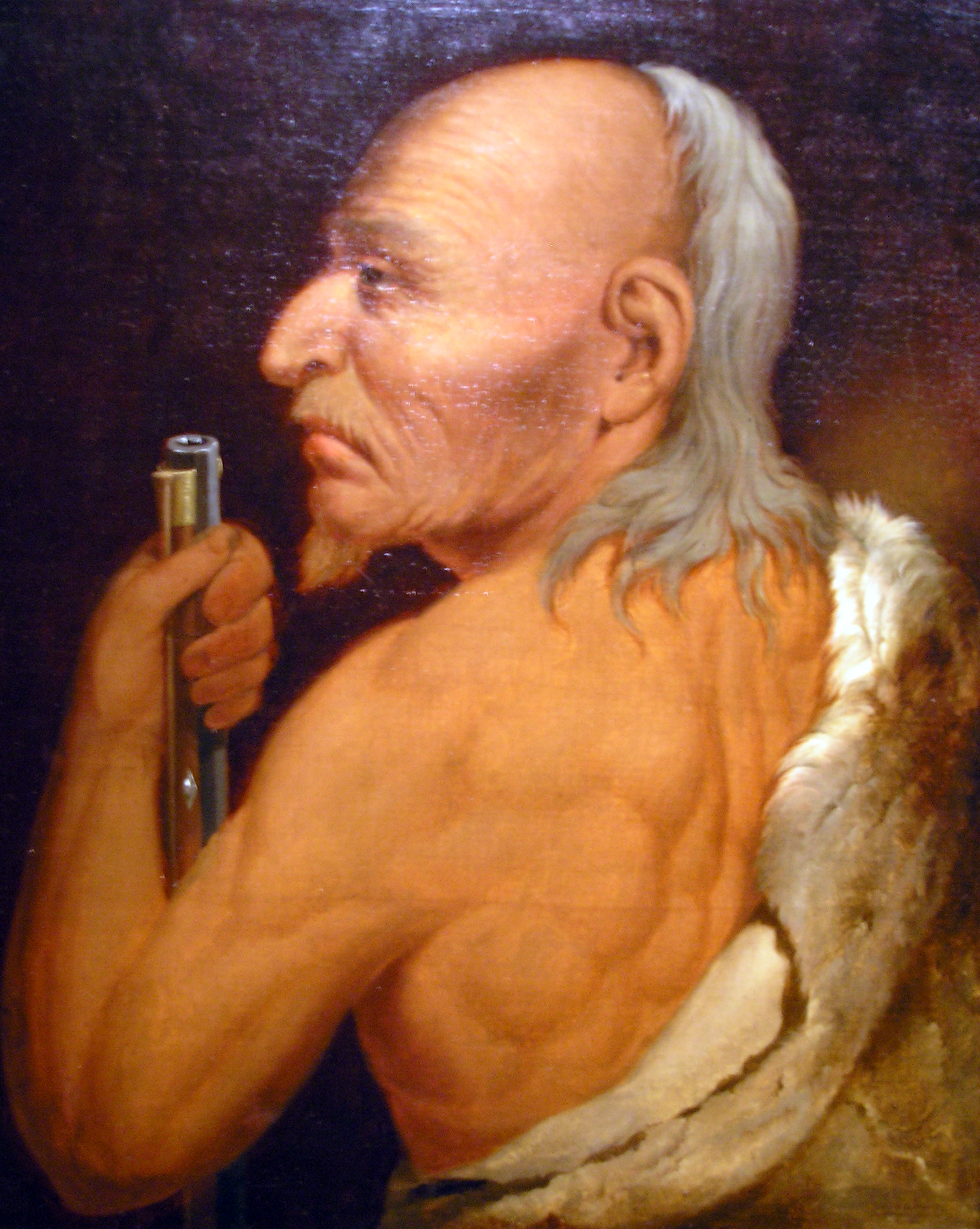
Häuptling Wah-Pus

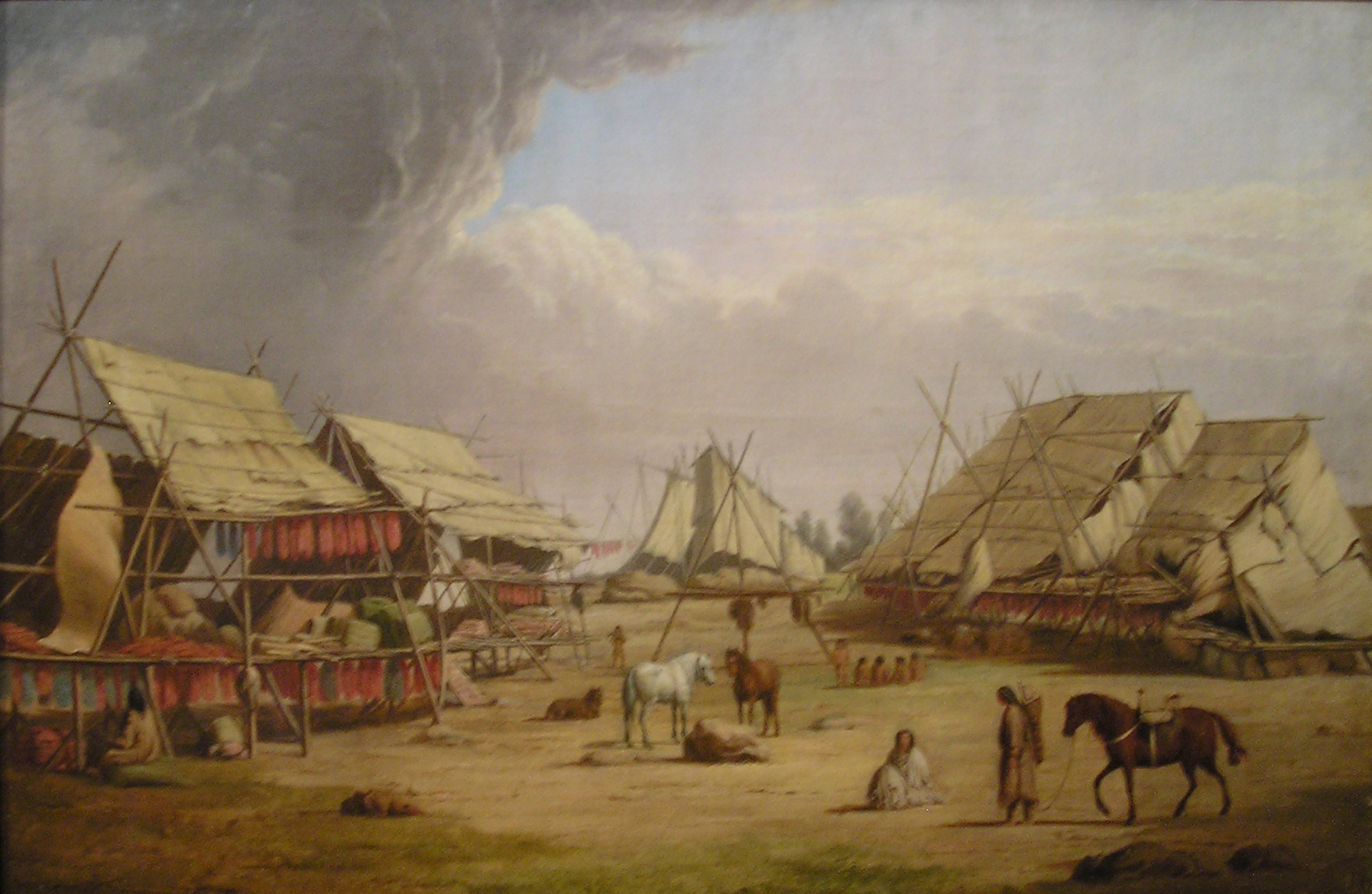
Indianerlager vor Fort Colville, Ölgemälde

Am 25. Mai 1848 verließ Kane Fort Edmonton, um mit einer Gruppe von 130 Personen und 23 Kanus unter der Leitung von John Edward Harriott in Richtung Osten zu reisen. Am 1. Juni trafen sie auf eine große Gruppe von etwa 1.500 Blackfoot-Indianern, die sich auf dem Kriegspfad gegen die Cree und Assiniboine befanden. Bei dieser Gelegenheit lernte Kane auch den Blackfoot-Stammesführer Omoxesisixany (Big Snake) kennen, den er später in einem Ölgemälde festhielt. Die Fallensteller hielten sich so kurz wie möglich in der Nähe der Indianer auf, um nicht in die Auseinandersetzungen verwickelt zu werden. Am 18. Juni erreichten sie Norway House. Kane blieb dort einen Monat, um das jährliche Treffen der Haupthändler der Hudson’s Bay Company abzuwarten und darunter auch eine Gruppe zu finden, mit der er weiter nach Osten reisen konnte. Er schloss sich letztlich einer Gruppe unter Führung von Major McKenzie an, mit der er am 24. Juli aufbrach. Die Gruppe reiste am Ostufer des Lake Winnipeg entlang bis nach Fort Alexander. Von dort aus folgte Kane derselben Route, auf der er zwei Jahre zuvor in Richtung Westen gereist war. Sault Ste. Marie erreichte er am 1. Oktober 1848. Von dort aus reiste er mit dem Dampfschiff weiter nach Toronto, das er am 13. Oktober erreichte.

### Leben in Toronto
Kane ließ sich 1848 auf Dauer in Toronto nieder. Er reiste nur noch ein einziges Mal in Richtung Westen, als ihn 1849 eine britische Expeditionsgruppe als Führer und Übersetzer anwarb. Die Gruppe reiste allerdings nur bis zum Red River Settlement.
Bereits im November 1848 hatte Kane in einer Ausstellung mit großem Erfolg 240 seiner Skizzen gezeigt. Auf einer zweiten Ausstellung im September 1852 präsentierte er acht Ölgemälde, die ebenfalls von der Kritik gelobt wurden. George William Allan wurde daraufhin sein wichtigster Förderer. Er beauftragte ihn mit der Ausführung von 100 Ölgemälden, für die Kane insgesamt 20.000 Dollar erhielt. Diese Summe erlaubte ihm, von seiner Malerei zu leben. Kane überzeugte 1851 außerdem das Parlament, bei ihm zwölf Ölgemälde zu bestellen. Für den Auftrag, den er gegen Ende des Jahres 1856 erfüllte, erhielt er die Summe von 500 Britischen Pfund.
1853 heiratete Kane Harriet Clench, die Tochter seines früheren Arbeitgebers in Cobourg. Überliefert ist, dass sie ebenfalls eine begabte Malerin und außerdem schriftstellerisch tätig war. Das Paar hatte zwei Töchter und zwei Söhne.
Bis 1857 hatte Kane alle seine Aufträge für Ölgemälde erfüllt. Zwischen seiner Rückkehr 1848 und 1857 waren damit mehr als 120 Ölgemälde entstanden. Einige seiner Arbeiten waren 1855 bei der Pariser Weltausstellung (Exposition Universelle) zu sehen, wo sie gleichfalls sehr positiv aufgenommen wurden. Mehrere Gemälde wurden sogar nach London geschickt, um im Buckingham Palace Königin Victoria vorgestellt zu werden.
Seine Reiseeindrücke hatte Kane – ähnlich wie George Catlin zuvor – niedergeschrieben und an einen Londoner Verlag gesandt. Da er keine Antwort erhielt, reiste er selbst nach London und sorgte mit der Unterstützung des einflussreichen George Simpson für die Veröffentlichung seines Buchs. 1859 erschien es unter dem Titel Wanderings of an Artist among the Indians of North America from Canada to Vancouver’s Island and Oregon through the Hudson’s Bay Company’s Territory and Back Again, versehen mit zahlreichen Lithographien nach seinen Skizzen und Gemälden. Kane widmete das Buch seinem frühen Förderer George William Allan, was Simpson so sehr kränkte, dass er den Kontakt zu Kane abbrach. Das Buch wurde sofort ein Verkaufserfolg und es erschien bis 1863 auch in französischer, dänischer und deutscher Übersetzung.
In den 1860er Jahren verschlechterte sich Kanes Sehvermögen so rasch, dass er das Malen bald gänzlich aufgeben musste. Zu den Freunden in seinen letzten Lebensjahren zählte Frederick Arthur Verner, auf dessen künstlerische Entwicklung Kane wesentlichen Einfluss nahm. Wie Kane wurde Verner zu einem Künstler des Amerikanischen Westens. Verner malte unter anderem drei Porträts des alternden Paul Kane – eines davon hängt heute im Royal Ontario Museum.
Kane starb unerwartet eines Wintermorgens im Februar 1871, nachdem er von seinem Morgenspaziergang nach Hause zurückgekehrt war. Er wurde auf dem St. James Cemetery in Toronto beigesetzt.

## Das Werk

### Kanes Arbeitsweise

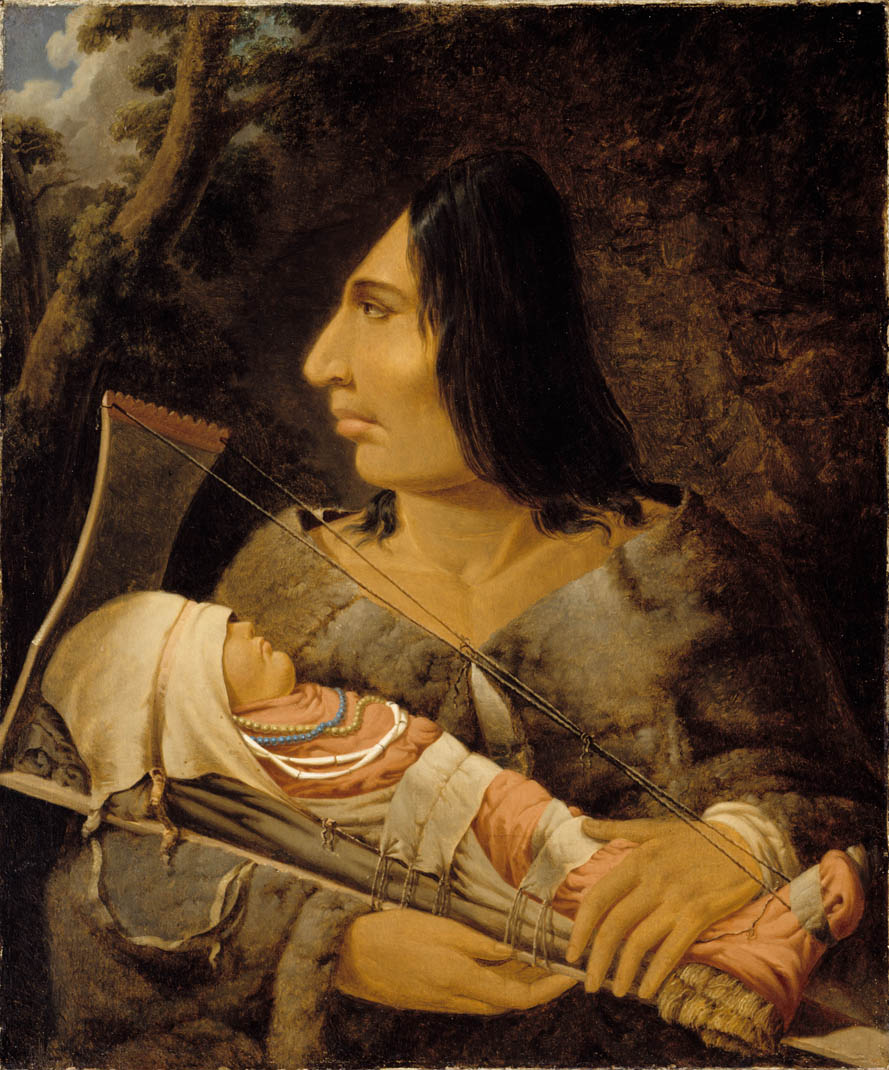
Flachkopf-Indianerin mit Kleinkind, Ölgemälde

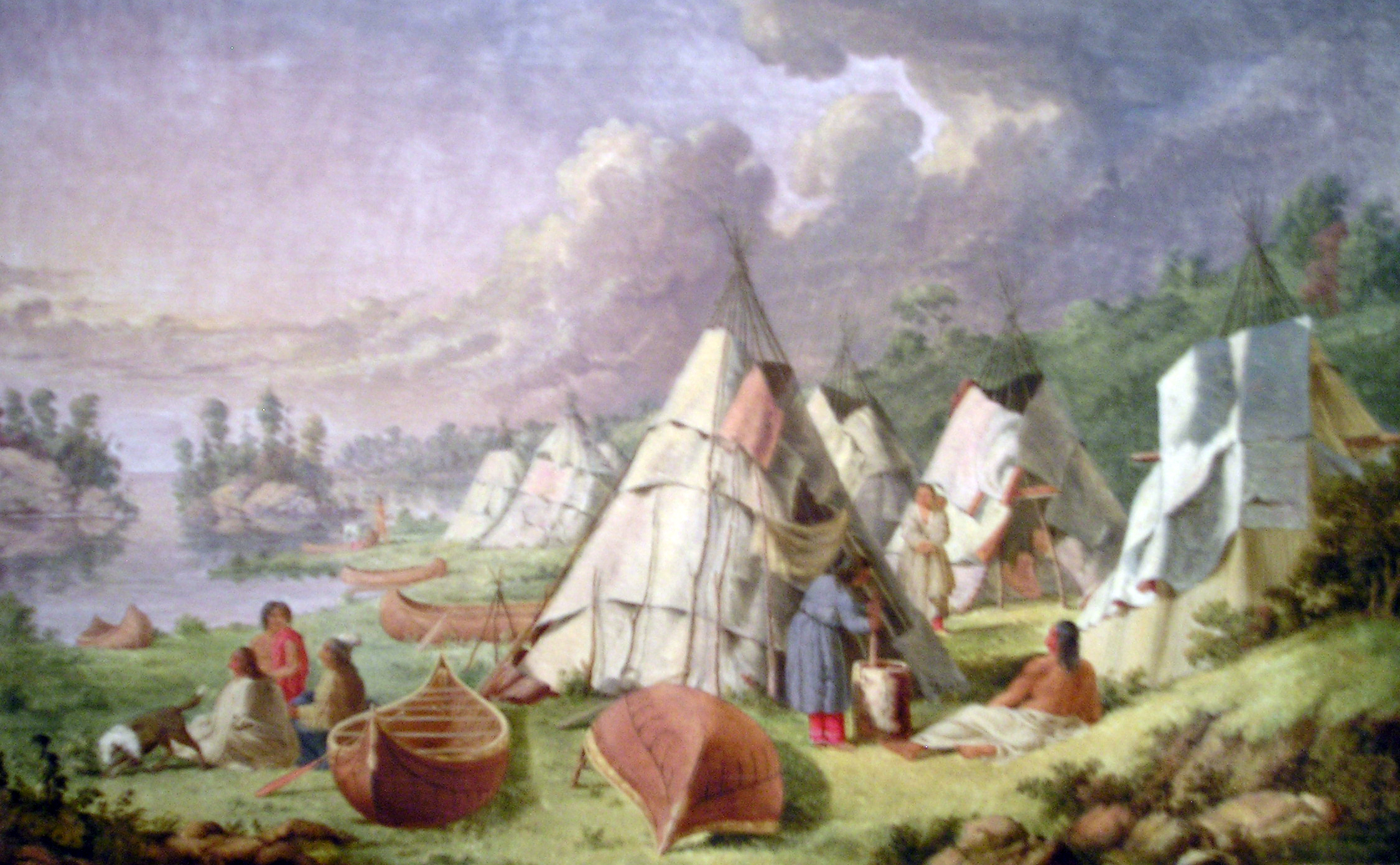
Indianerlager am Huronsee, Ölgemälde

Zu Kanes Werk zählen mehr als 700 Skizzen, die er auf seinen zwei Reisen in den amerikanischen Westen anfertigte. Im Anschluss an diese Reisen entstanden mehr als 120 Ölgemälde, die auf diesen Skizzen basieren und die er in seinem Atelier in Toronto ausführte. Über die Anzahl seiner Porträtgemälde, die vor seiner Europareise in Kanada und USA entstanden sowie die Kopien, die er von europäischen Gemälden anfertigte, ist nichts bekannt – die meisten gelten als verschollen. Zumindest die frühen Porträts vor der Europareise gelten als einfach in ihrer Ausführung; der Kunsthistoriker J. Russell Harper bescheinigt ihnen jedoch einen gewissen Charme in Darstellungsweise und Farbwahl.
Kanes künstlerischer Ruhm beruht allein auf seiner Darstellung des Lebens nordamerikanischer Indianer. Seine Skizzen sind bis heutige eine wichtige Quelle für die Ethnologie, weil sie detailgetreu die Lebensweise verschiedener Indianervölker darstellen. Die Skizzen sind in Bleistift, als Aquarell oder in Ölfarbe auf Papier ausgeführt und beweisen sowohl sein großes zeichnerisches Talent als auch seine Fähigkeit, Situationen zeichnerisch zu erfassen.
Neben seinen Skizzen brachte Kane von seinen Reisen auch eine Reihe von Artefakten zurück. Dazu zählen Indianermasken, Pfeifen und andere kunsthandwerkliche Arbeiten. Gemeinsam mit seinen Skizzen bildeten sie die Basis für seine im Atelier ausgeführten Ölgemälde. Diese sind einerseits von einer großen Detailtreue geprägt, andererseits kombinierte Kane jedoch häufig einzelne Skizzen so, dass sie den tatsächlichen geographischen, historischen oder ethnographischen Gegebenheiten nicht entsprechen. Eines der bekanntesten Beispiele für diese Arbeitsweise ist Kanes Ölgemälde Flachkopfindianerin mit Kind, bei dessen Ausführung er auf eine Skizze eines Chinook-Kleinkinds zurückgreift, dem die Stirn abgeflacht wird. Für die Abbildung der Mutter griff er auf eine später entstandene Skizze einer Cowlitz-Indianerin zurück, die in einer anderen Region lebte. Ein anderes Beispiel ist das abgebildete Bild Indianer-Lager am Huronsee, das auf einer Skizze basiert, die Kane im Sommer 1845 auf seiner ersten Reise nach Sault Ste. Marie zeichnete. Durch die Ausführung der Wolken und die Lichtführung, die in vielem an die niederländische Landschaftsmalerei erinnert, verleiht er dem Gemälde ein romantisches Flair. Das dargestellte Leben im Lager der Indianer dagegen erinnert an die idealisierte Darstellung bäuerlichen Lebens, wie sie im späten 18. und frühen 19. Jahrhundert beliebt war. Gleiches gilt für das weiter oben abgebildete Ölgemälde Indianerlager vor Fort Colville.
Kane verarbeitete seine Skizzen gelegentlich zu völlig fiktiven Gemälden. Sein Ölgemälde Ausbruch des Mount St. Helens zeigt einen großen und dramatischen Ausbruch des Vulkans. Seine Tagebücher und seine Skizzen belegen jedoch, dass der Vulkan nur Rauch ausstieß, als Kane sich in dieser Region aufhielt; der letzte größere Ausbruch hatte drei Jahre zuvor stattgefunden. In anderen Gemälden kombinierte Kane Skizzen von Flusslandschaften, die an unterschiedlichen Orten entstanden, und schuf damit Landschaften, die in der Realität kein Gegenstück hatten. Auch sein Gemälde Der Tod des Häuptlings Snake ist rein fiktiv. Der abgebildete Stammesführer – der Schwarzfußindianer Omoxesisixany (englischer Name: Big Snake) – starb erst 1858, zwei Jahre nach Fertigstellung des Gemäldes. Die künstlerische Freiheit des Malers Kane schränkt die Verwendung dieser Gemälde als ethnologische Bilddokumente ein.

### Kanes europäisiertes Bild des Nordwestens Amerikas

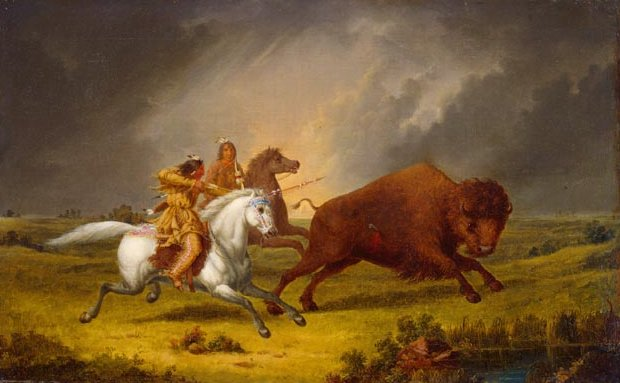
Assiniboine auf Büffeljagd, 1851–1856

Kanes Förderer waren nicht willens, unveränderte Ausführungen seiner Feldskizzen in Öl zu erwerben. Schon aus diesem Grund orientierte sich Kane, der mit dem Verkauf seiner Bilder seinen Lebensunterhalt bestritt, deutlich an der Bildsprache, die er während seiner Europareise kennengelernt hatte. Gut nachvollziehbar ist diese „europäisierte“ Darstellung in seinem Gemälde Assiniboine auf Büffeljagd zu erkennen, das zu den 12 Gemälden gehörte, die das kanadische Parlament erwarb. Das Gemälde zeigt Pferde, die mehr an Araber als an indianische Pferderassen erinnern. Der Bildaufbau entspricht außerdem jenem einer italienischen Grafik von 1816, die zwei Römer bei der Stierjagd zeigt. Diese Diskrepanz ist bereits 1877 von kanadischen Kunstkritikern bemängelt worden, die Kane vorwarfen, die dargestellte Landschaft wirke europäisch. Auch Lawrence Burpee wies in seiner Einleitung zur Neuauflage von Kanes Reiseaufzeichnungen 1925 darauf hin, dass die Skizzen die getreuere Darstellung des amerikanischen Westens seien und ihnen deshalb ein größerer Wert beizumessen sei. In beiden Urteilen spiegelt sich sicherlich auch der Wunsch wider, in Kane einen genuin kanadischen Künstler zu sehen. Kunsthistoriker des ausgehenden 20. Jahrhunderts gestehen Kane eine größere künstlerische Freiheit zu und bewerten die Zeichnungen hauptsächlich in dokumentarischer Hinsicht höher als die Gemälde.

### Die Rezeption Kanes heute
Kane gilt heute als einer der wichtigsten kanadischen Maler. 1955 wurden elf der Gemälde, die Kane für das kanadische Parlament schuf, der National Gallery of Canada übergeben. Nach dem Tod George William Allans wurde dessen umfangreiche Sammlung 1903 von Edmund Boyd Osler aufgekauft und dem Royal Ontario Museum in Toronto gestiftet. 229 der Skizzen verkaufte ein Nachkomme Kanes 1957 für etwas mehr als 100.000 US-Dollar an das Stark Museum of Art in Orange (Texas).

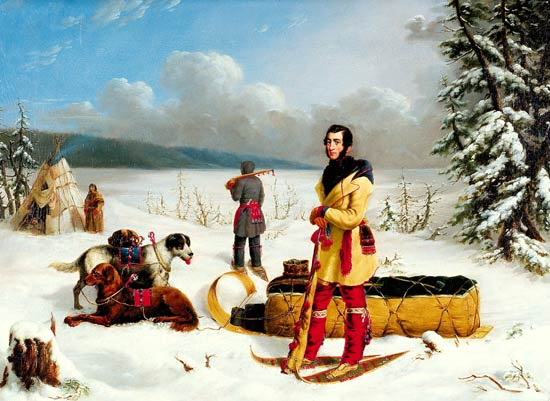
The Surveyor: Portrait of Captain John Henry Lefroy, gelegentlich auch Scene in the Northwest genannt

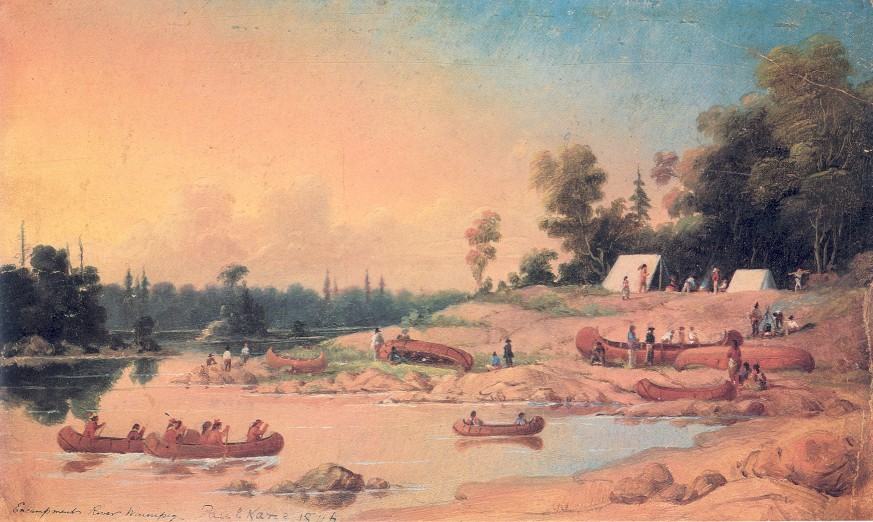
Encampment, Winnipeg River, Skizze für das 2004 nicht zur Versteigerung gekommene Ölgemälde

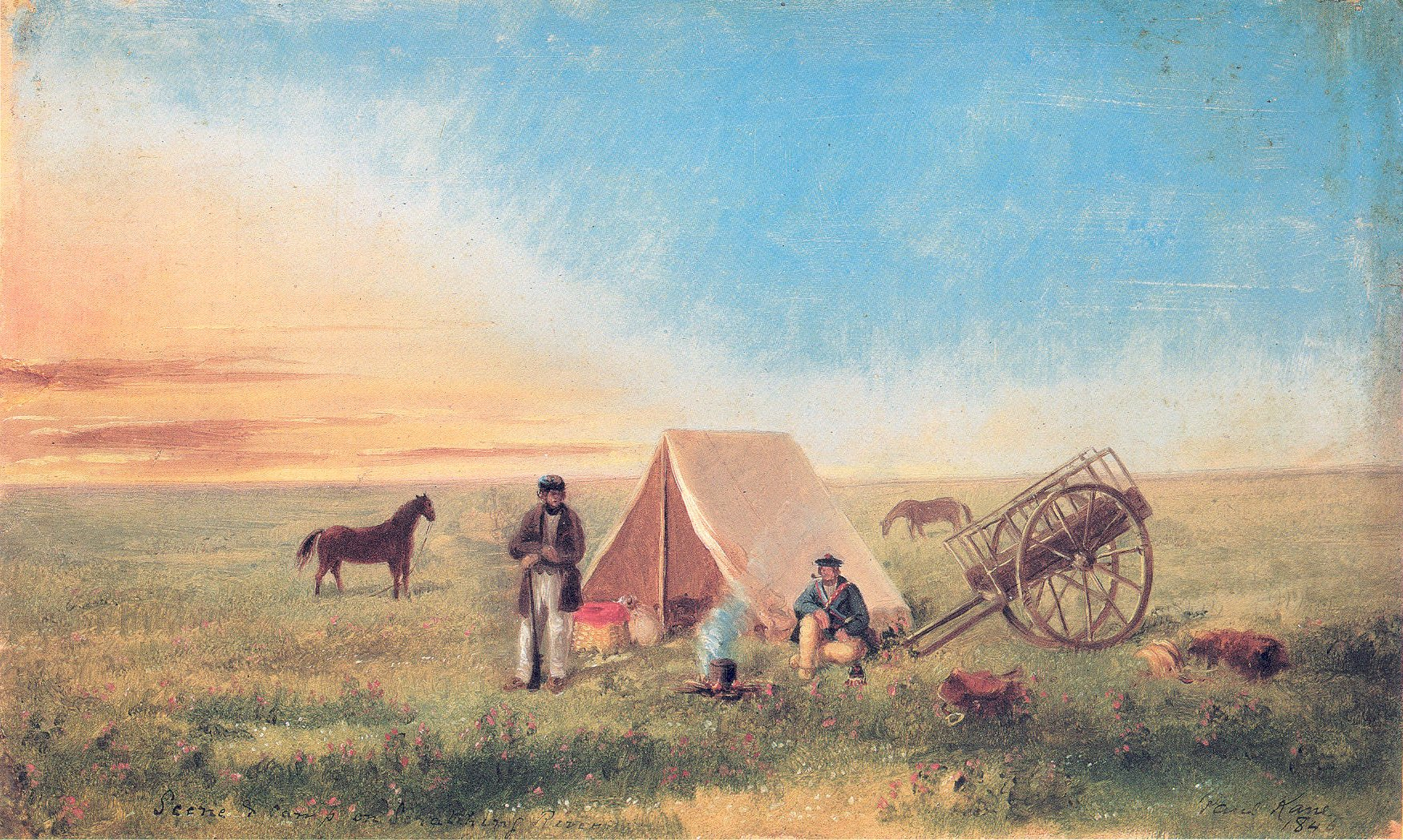
Lager in der Prärie, Skizze

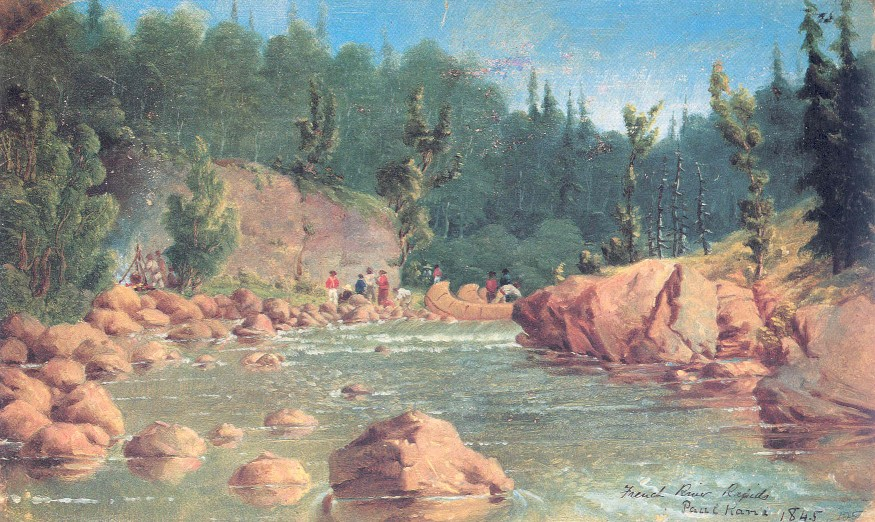
Stromschnellen am French River, Skizze

Kanes Gemälde erzielen heute hohe Preise. Am 25. Februar 2002 versteigerte das Auktionshaus Sotheby’s in Toronto das Gemälde The Surveyor: Portrait of Captain John Henry Lefroy (um 1845). Den Zuschlag erhielt bei einem Preis von 5.062.500 Kanadischen Dollar der kanadische Milliardär Kenneth Thomson, 2. Baron Thomson of Fleet. Thomson stiftete das Gemälde anschließend der Art Gallery of Ontario (das Glenbow Museum in Calgary besitzt eine Kopie dieses Gemäldes, die Kanes Ehefrau Harriet Clench zugeschrieben wird).
Nicht alle Verkäufe von Kane-Gemälden verlaufen allerdings so erfolgreich. Am 22. November 2004 blieb das Gemälde Encampment, Winnipeg River unversteigert, als kein Bieter sich bereit fand, mehr als 1,7 Millionen Kanadische Dollar für dieses Bild zu zahlen. Erwartet hatte man im Vorfeld einen Verkaufspreis von 2 bis 2,5 Millionen Kanadische Dollar.

### Kanes Reisebeschreibungen
Kanes Beschreibung seiner zwei Expeditionen in den Westen des nordamerikanischen Kontinents war nach ihrem Erscheinen in London sofort ein großer Erfolg. Auch im 20. Jahrhundert erlebte seine Reisebeschreibung mehrere Auflagen.
Die Kunsthistorikerin Heather Dawkins kritisierte Kane 1986 anhand seiner veröffentlichten Reisebeschreibungen und wegen der „europäischen Art“ seiner Gemälde als rassistisch und imperialistisch. Diese Ansicht konnte sich allerdings in der kunstgeschichtlichen Diskussion nicht durchsetzen. So verteidigte I. S. MacLaren den Maler mit dem Hinweis, dass Kanes Reisetagebuch, das die Basis für die veröffentlichte Reiseerzählung war, einen unvoreingenommenen Blick auf das Leben der nordamerikanischen Indianer zeige. Zwischen dem 1859 publizierten Text und dem Tagebuch bestehe auch stilistisch ein großer Unterschied. MacLaren hält es daher für wahrscheinlich, dass das Buch vor seinem Erscheinen stark von fremder Hand redigiert wurde, um es zu einer typischen viktorianischen Reiseerzählung zu machen. MacLaren hält den Vorwurf des Rassismus daher für zweifelhaft.

## Nachwirkung
Kanes Reisen inspirierten eine Reihe anderer Künstler zu ähnlichen Unternehmungen. Ein direkter künstlerischer Einfluss ist vor allem im Fall von Frederick Arthur Verner nachweisbar, dessen Mentor Kane in seinen späten Lebensjahren war. Auch die frühen Arbeiten von Lucius O’Brien gelten als von Kane beeinflusst. Kanes Ausstellung im Jahre 1848, bei der er unter anderem 155 Aquarelle und 85 Ölskizzen zeigte, etablierte diese Kunsttechniken in der kanadischen Öffentlichkeit. Er bereitete damit den Weg für seine Landsleute William Cresswell oder Daniel Fowler, die sich beide auf die Aquarelltechnik spezialisierten und in der Lage waren, vom Verkauf ihrer Aquarelle zu leben.
Sowohl die Ausstellung seiner Skizzen 1848 als auch die 1852 folgende Ausstellung von einigen Ölgemälden waren ein großer Erfolg und wurden positiv von der Presse besprochen. Kane wurde damit zu einem der bekanntesten Maler Kanadas. Auf anderen Ausstellungen errangen seine Gemälde eine Reihe von Preisen. Er dominierte die Kunstszene während der gesamten 1850er Jahre in Kanada so stark, dass sich die Jury der Upper Canada Agricultural Society nahezu entschuldigte, als sie ihn 1852 auf der jährlichen Ausstellung nicht mit einem Preis bedachte. Kane gewann den Preis allerdings in sämtlichen nachfolgenden Jahren bis 1859.
Kane kann außerdem als einer der ersten, wenn nicht der erste Tourist gelten, der ohne kommerziellen Anlass in den kanadischen Westen und in die nordwestliche Pazifikregion reiste. Dank seiner Skizzen und Gemälde sowie seiner Reiseerzählungen erhielt die kanadische Öffentlichkeit erstmals einen umfangreichen visuellen Eindruck von dieser vorher wenig bekannten Region und ihren Einwohnern. Seine idealisierten Ölgemälde haben jedoch mit dazu beigetragen, dass die indigenen Völker Nordamerikas von der kanadischen und britischen Öffentlichkeit zunehmend als „edle Wilde“ wahrgenommen wurden. Die wahrheitsgetreueren Feldskizzen wurden erst im Laufe des 20. Jahrhunderts „wiederentdeckt“ und in ihrem künstlerischen Wert von einem größeren Publikum geschätzt.
Die kanadische Regierung, vertreten durch den für das Historic Sites and Monuments Board of Canada zuständigen Minister, ehrte  Kane am 20. Mai 1937 für sein Werk und Wirken und erklärte ihn zu einer „Person von nationaler historischer Bedeutung“.